# Poul Hindberg
Poul Hindberg (* 28. Februar 1918 in Søllerød; † 12. Mai 1999) war ein dänischer Jazzmusiker (Klarinette, Altsaxophon).

## Leben und Wirken
Hindberg, der jüngere Bruder des Trompeters Axel Hindberg (1916–2007), war Autodidakt und nahm keinen Musikunterricht an. Zunächst wirkte er in den Bands von Peter Rasmussen, Poul Verlis, Poul Olsen, Kjeld Bonfils und Bent Fabricius-Bjerremed. Auch leitete er eigene Gruppen; in den 1950er Jahren arbeitete er hauptsächlich in Schweden, aber auch in Deutschland. 1954/55 nahm er mit seinem schwedischen Quintett, zu dem Rune Öfwerman, Vibraphonist Sven Idar, Gunnar Nyberg und Lars Pettersson gehörten, drei vielbeachtete EPs für Metronome Records auf. 1960 folgte in einer anderen Besetzung die EP Poul Hindberg Plays Soft Clarinet (Tono).
Zurück in Dänemark war er in den 1960er Jahren Mitglied von Louis Hjulmands Sextett, für das er auch komponierte. Er war auch in Svend Ludvigs Orchester tätig. 1961 wurde er Mitglied der neugegründeten Radio-Jazzband von Danmarks Radio und war an dessen Produktionen, etwa mit Sahib Shihab oder Bent Jædig, beteiligt. Dann spielte er mit Poul Olsen, Svend Hauberg, Erik Moseholm, Bertrand Bech, Svend Asmussen, Uffe Karskov, der DR Big Band und Jesper Thilo. Zu Alben kam es auch mit Gert Kruses Danish Old Stars Jazzband und mit Birgit Brüel.
Aufgrund von Zahnproblemen konnte er in den 1960er Jahren nicht Klarinette spielen. Erst in den 1970er Jahren konnte er wieder auf diesem Instrument beeindrucken. Seit den 1980er Jahren gehörte er zum Orchester von Arne Astrup, mit dem mehrere Tonträger entstanden. 1991 veröffentlichte er bei Olufsen Records mit seinem Quintett, zu dem Fritz von Bülow, Louis Hjulmand, Hugo Rasmussen und Mikkel Find gehörten, das Album Like Someone in Love.